# Afroarctia bergeri
Afroarctia bergeri är en fjärilsart som beskrevs av De Toulgoët 1978. Afroarctia bergeri ingår i släktet Afroarctia och familjen björnspinnare. Inga underarter finns listade i Catalogue of Life.